# Wójtówka (Lądek-Zdrój)

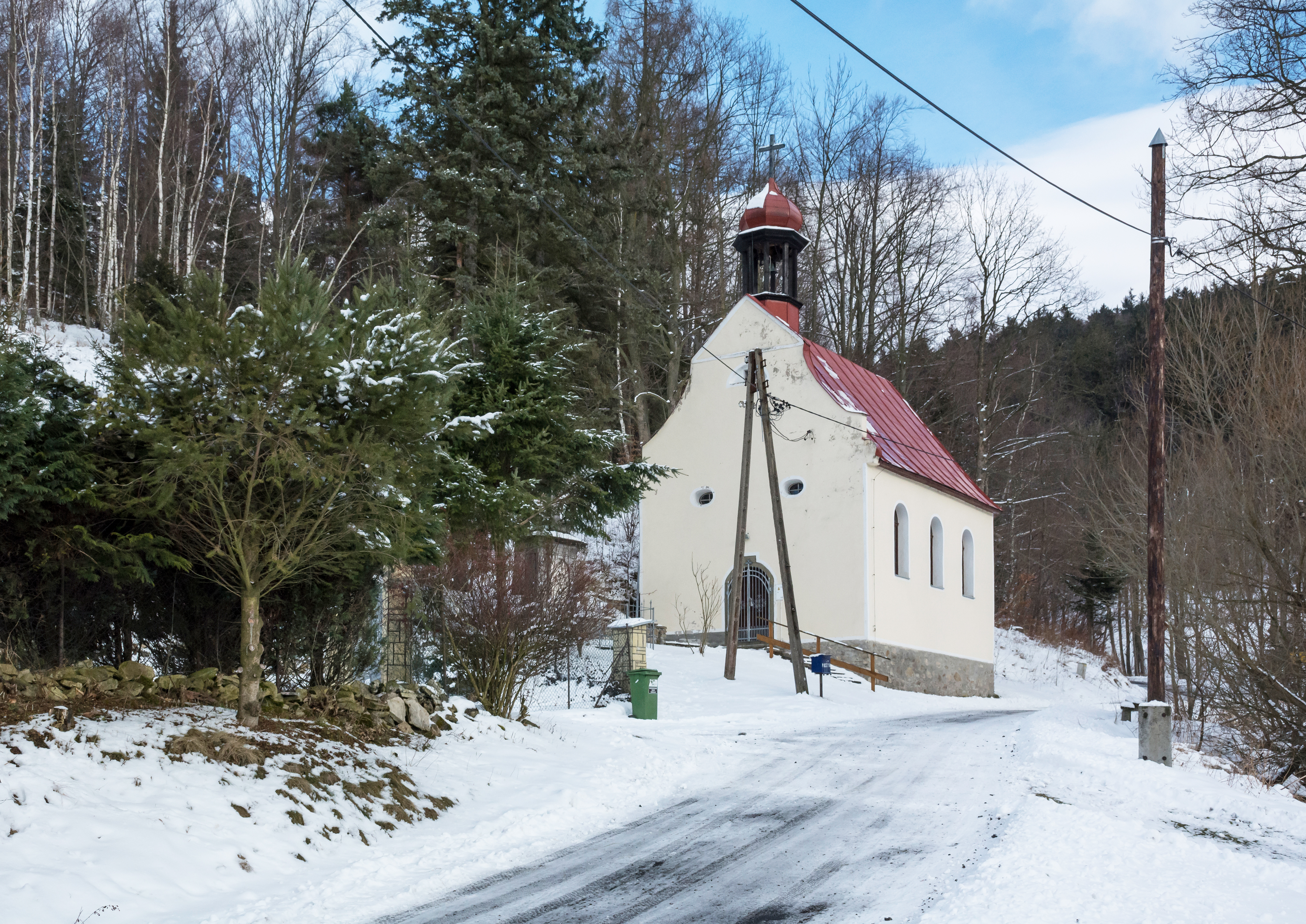
St.-Antonius Kapelle

Wójtówka (deutsch Voigtsdorf bei Landeck) ist ein Dorf im Süden des Powiat Kłodzki in der Woiwodschaft Niederschlesien in Polen. Es liegt drei Kilometer nördlich von Lądek-Zdrój (Bad Landeck), zu dessen Stadt- und Landgemeinde es gehört. 

## Geographie
Wójtówka liegt im Südosten des Glatzer Kessels im Reichensteiner Gebirge (polnisch Góry Złote). Es ist über eine Stichstraße zu erreichen, die nördlich von Lądek-Zdrój von der Wojewodschaftsstraße 390 abzweigt und in Wójtówka endet. Nachbarorte sind Orłowiec (Schönau) im Norden, Wrzosówka (Heidelberg) im Nordosten, Lutynia (Leuthen) und Ułęże (Überschaar) im Südosten, Lądek-Zdrój im Süden und Radochów (Reyersdorf) im Südwesten. Nordöstlich erhebt sich die 900 m hohe Heidelkoppe (Borówkowa). Drei Kilometer östlich von Wójtówka verläuft die Grenze zu Tschechien.

## Geschichte
Voigsdorf wurde erstmals 1346 als Viczdorf erwähnt. Weitere Schreibweisen waren Voytesdorf (1357) und 1411 Foitsdorf. Es gehörte zur Herrschaft Karpenstein im Glatzer Land. Nach der Zerstörung der Burg Karpenstein 1443 fiel es als königliches Kammerdorf an die Krone Böhmen. 1684 verkaufte die Böhmische Kammer Voigtsdorf zusammen mit Oberthalheim, Winkeldorf (Winkeldorf), Leuthen, Karpenstein, Wolmsdorf und Konradswalde dem Glatzer Oberregenten und kaiserlichen Rat Sigmund Hofmann († 1698), der vom böhmischen Landesherrn mit dem Prädikat „von Leuchtenstern“ in den Adelsstand erhoben worden war. Dessen Enkel Leopold Reichsgraf von Leuchtenstern verkaufte 1736 Voigsdorf und andere Dorfschaften an die Kämmerei der Stadt Landeck.
Nach dem Ersten Schlesischen Krieg 1742 und endgültig mit dem Hubertusburger Frieden 1763 fiel Voigtsdorf zusammen mit der Grafschaft Glatz an Preußen. Nach der Neugliederung Preußens gehörte es ab 1815 zur Provinz Schlesien und war zunächst dem Landkreis Glatz eingegliedert. 1818 wurde es dem neu gebildeten Landkreis Habelschwerdt zugeschlagen, der aus den Glatzer Distrikten Landeck und Habelschwerdt gebildet worden war und mit dem Voigtsdorf bis 1945 verbunden blieb. 1874 wurde es dem Amtsbezirk Landeck eingegliedert, zu dem auch die Landgemeinden Heidelberg, Karpenstein, Leuthen, Nieder Thalheim, Ober Thalheim, Olbersdorf und Winkeldorf sowie der Gutsbezirk Landeck gehörten. Nachdem der Amtsbezirk Landeck 1923 aufgelöst worden war, wurde Voigsdorf dem Amtsbezirk Seitenberg zugewiesen. 1939 wurden 108 Einwohner gezählt.
Als Folge des Zweiten Weltkriegs fiel Voigtsdorf 1945 wie fast ganz Schlesien an Polen und wurde in Wójtówka umbenannt. Die deutsche Bevölkerung wurde vertrieben. Die neu angesiedelten Bewohner waren zum Teil Heimatvertriebene aus Ostpolen, das an die Sowjetunion gefallen war. 1975–1998 gehörte Wójtówka zur Woiwodschaft Wałbrzych (Waldenburg).

## Sehenswürdigkeiten
- Die Kapelle „St. Antonius von Padua“ wurde 1854/54 durch den damaligen Gutsbesitzer Klein errichtet.